# NGC 1990
NGC 1990 je odrazna maglica u zviježđu Orionu. 

## Vanjske poveznice
- SEDS: NGC 1990